# Panini (grammairien)
Pour les articles homonymes, voir Panini.
Panini (en sanskrit : पाणिनि ; IAST : Pāṇini) est un grammairien de l'Inde antique (probablement du VIe siècle av. J.-C.) ayant vécu à Shalatura (en), dans le Gandhara (Pakistan actuel).
Il est célèbre pour avoir formulé en 3 996 sutras, rassemblés dans un ouvrage connu sous le nom d'Ashtadhyayi (अष्टाध्यायी, Aṣṭādhyāyī et également appelées Paniniya), les règles de morphologie, de syntaxe et de sémantique du sanskrit. L'Ashtadhyayi reste un ouvrage de référence sur la grammaire du sanskrit,.

## Biographie
Rien de sûr n'est connu de sa vie, pas même le siècle au cours duquel il a vécu — « vraisemblablement au VIe ou au Ve siècle av. J.-C. »,. D'après une tradition médiévale indienne, Panini serait né à Shalatura, près de l'Indus, dans le Gandhara (aujourd'hui au Pakistan),, et aurait vécu de 520 à 460 av. J.-C., durant la période védique tardive. Cette localisation concorde avec le fait que Panini connaît très bien la géographie et les spécificités dialectales du nord-ouest de l'Inde.
Nous ne connaissons que son œuvre de grammairien, et ce à travers un seul ouvrage, intitulé Ashtadhyayi (« les huit parties »). Des vers cités dans des anthologies sont attribués à un poète portant le même nom, mais il est probable qu'il s'agisse là de deux auteurs différents, et que le poète soit nettement plus récent.

## Grammaire
Panini institue quelques règles spéciales, dites chandasi (« dans les hymnes »), pour rendre compte des formes védiques tombées en désuétude dans la langue parlée de son temps, indiquant que le sanskrit védique était déjà un dialecte archaïque, mais toujours compréhensible.

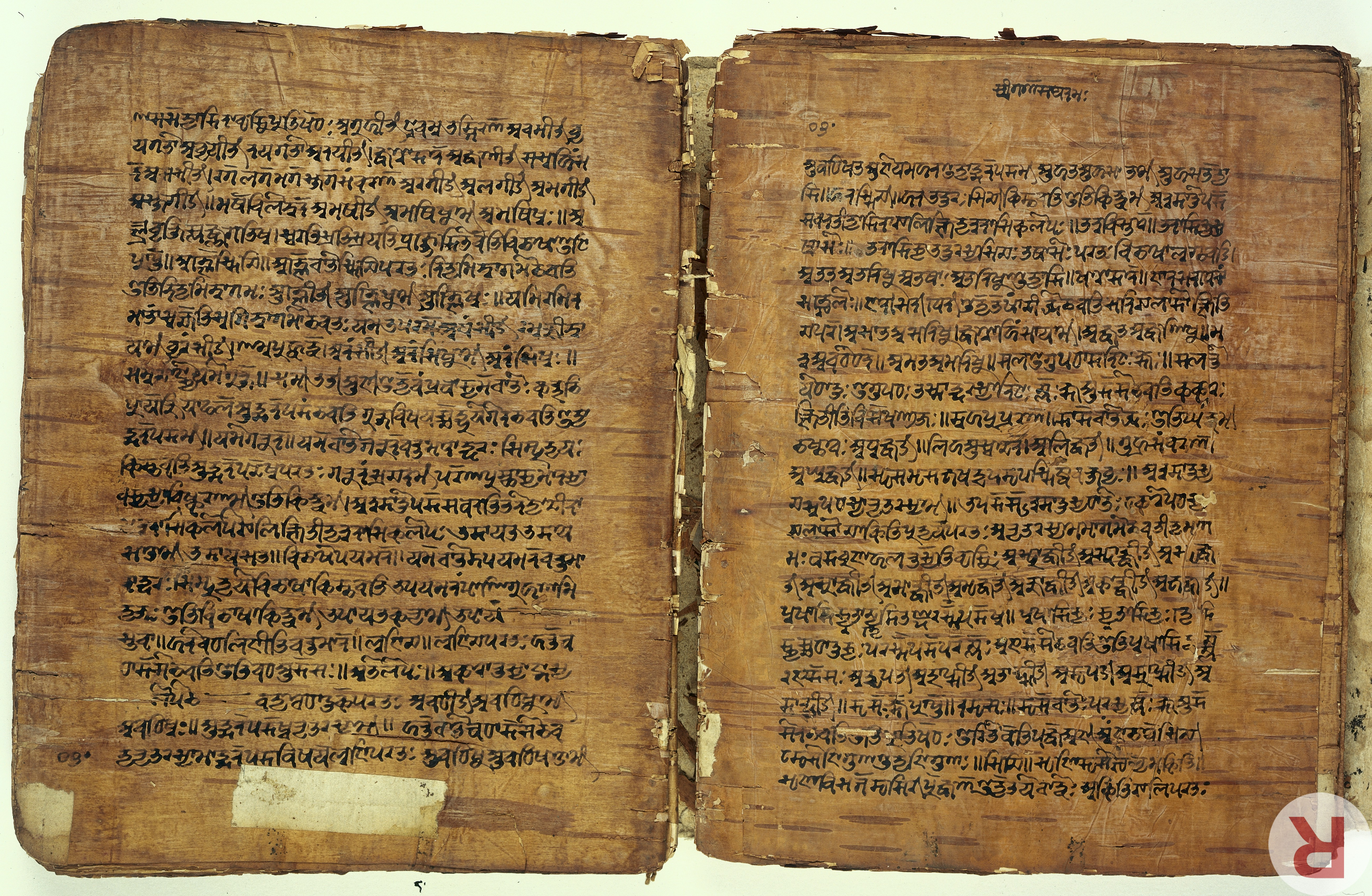
Deux pages du Rupavatara, une grammaire du logicien indien Dharmakirti (VIIe siècle) basée sur celle de Panini. Manuscrit du XVIIe siècle en écorce de bouleau, Cachemire.

La grammaire de Panini est fortement systématisée et technique. Les concepts de phonème, de morphème et de racine sont inhérents à son approche analytique. Panini utilisait vers 500 avant J.-C. des règles contextuelles qui ne seront connues et comprises par les linguistes occidentaux qu'au XIXe siècle. Les règles définies par Panini décrivent parfaitement la morphologie du sanskrit, et sont vues comme tellement claires que les informaticiens les ont mises en œuvre pour enseigner la compréhension du sanskrit aux ordinateurs. Son traité, l'Ashtadhyayi, est générique et descriptif, il utilise un métalangage et des méta-règles, des transformations et la récursivité, ainsi qu'un système élaboré d'abréviations.
La forme de Backus-Naur, ou grammaire BNF, utilisée pour décrire les langages de programmation modernes, possède des similitudes importantes avec les règles de la grammaire de Panini, qui peut être ainsi considéré comme un précurseur de la science informatique,.

### Dharma
Le concept de dharma est attesté dans sa phrase d'exemple (4.4.41) dharmam carati, « il respecte la loi ». Un indice important pour la datation de Panini est l'occurrence du mot yavan-, « ionien, grec » dans 4.1.49, où la formation du mot yavanani (« femme grecque » ou « écriture grecque ») est discutée.

### Œuvre orale ou écrite?
On ne sait pas si le travail original de Panini était sous forme écrite ; certains[Qui ?] prétendent cependant qu'un travail d'une telle complexité aurait été impossible à compiler sans notes écrites. D'autres[Qui ?] envisagent la possibilité que Panini ait pu avoir composé son ouvrage avec l'aide d'un groupe d'étudiants dont la mémoire lui servait de bloc-notes. Cependant, comme l'écriture apparaît en Inde sous sa forme brahmi au Ve siècle av. J.-C., il est possible que Panini ait connu et employé un système d'écriture.

## Jugement sur Panini
Après J. Frits Staal qui écrit en 1960 que « grammaire et linguistique peuvent être dites occuper la même place dans la philosophie indienne que les mathématiques dans la philosophie occidentale. À maints égards, Pânini (ive siècle av. J.-C.) est à l'Inde ce que Euclide est à l'Europe. », Michel Angot renchérit : « [l]a grammaire a été le premier savoir en Inde […] et le modèle de tous les savoirs. […] Elle a joué le rôle des mathématiques et de la physique en Occident. »
Quant à la sanskritiste Émilie Aussant, elle relève que Panini constitue « la figure emblématique du grammairien indien non seulement en Inde, mais également en Occident et […] sa grammaire constitue une « référence » pour de nombreux spécialistes du monde entier, indianistes ou non. »